# Morte mais pas trop
 (avril 2016).
Si vous disposez d'ouvrages ou d'articles de référence ou si vous connaissez des sites web de qualité traitant du thème abordé ici, merci de compléter l'article en donnant les références utiles à sa vérifiabilité et en les liant à la section « Notes et références ».
Pour plus de détails, voir Fiche technique et Distribution.
Morte mais pas trop est une comédie fantastique américaine réalisée par Tim Kincaid, sortie en 1989.

## Synopsis
Paul et Béatrice, un gentil couple sans histoires, emménagent dans une nouvelle maison. Une nuit, ils sont surpris par d'horribles cambrioleurs. Paul est roué de coups tandis Béatrice périt sous les attaques répétées. Des semaines s'écoulent sans que la police ne dispose de pistes sérieuses. C'est à ce moment que Béatrice décide de surgir de l'au-delà et somme son frileux mari de venger sa mémoire en retrouvant la trace de ses agresseurs en les exécutant un à un.

## Fiche technique
- Titre français : Morte mais pas trop
- Titre original : She's back
- Réalisation : Tim Kincaid
- Scénario : Buddy Giovinazzo
- Musique : Jimmie Haskell
- Photographie : Arthur D. Marks
- Montage : Mary Hickey
- Production : Cynthia DePaula
- Sociétés de production : Tycin Entertainment et Vestron Pictures (en)
- Société de distribution : Avid Video
- Pays : États-Unis
- Langue : Anglais
- Format : Couleur - Dolby - 35 mm
- Genre : Comédie, fantastique
- Durée : 107 min
- Public : Tous public

## Distribution
- Carrie Fisher  (VF : Jackie Berger)  : Béatrice
- Robert Joy : Paul
- Matthew Cowles  (VF : Jean-Claude Robbe)  : Sherman Bloom
- Joel Swetow  (VF : Michel Vigné)  : Le chef du gang
- Sam Coppola  (VF : Edmond Bernard)  : Le détective Brophy
- Donna Drake : Sally
- Anthony Mannino : Svatchi

## Autour du film
Carrie Fisher a confié qu'à l'époque du tournage, elle était tellement sous l'influence de la cocaïne qu'elle n'en a gardé aucun souvenir.[réf. nécessaire]